# Офсайд

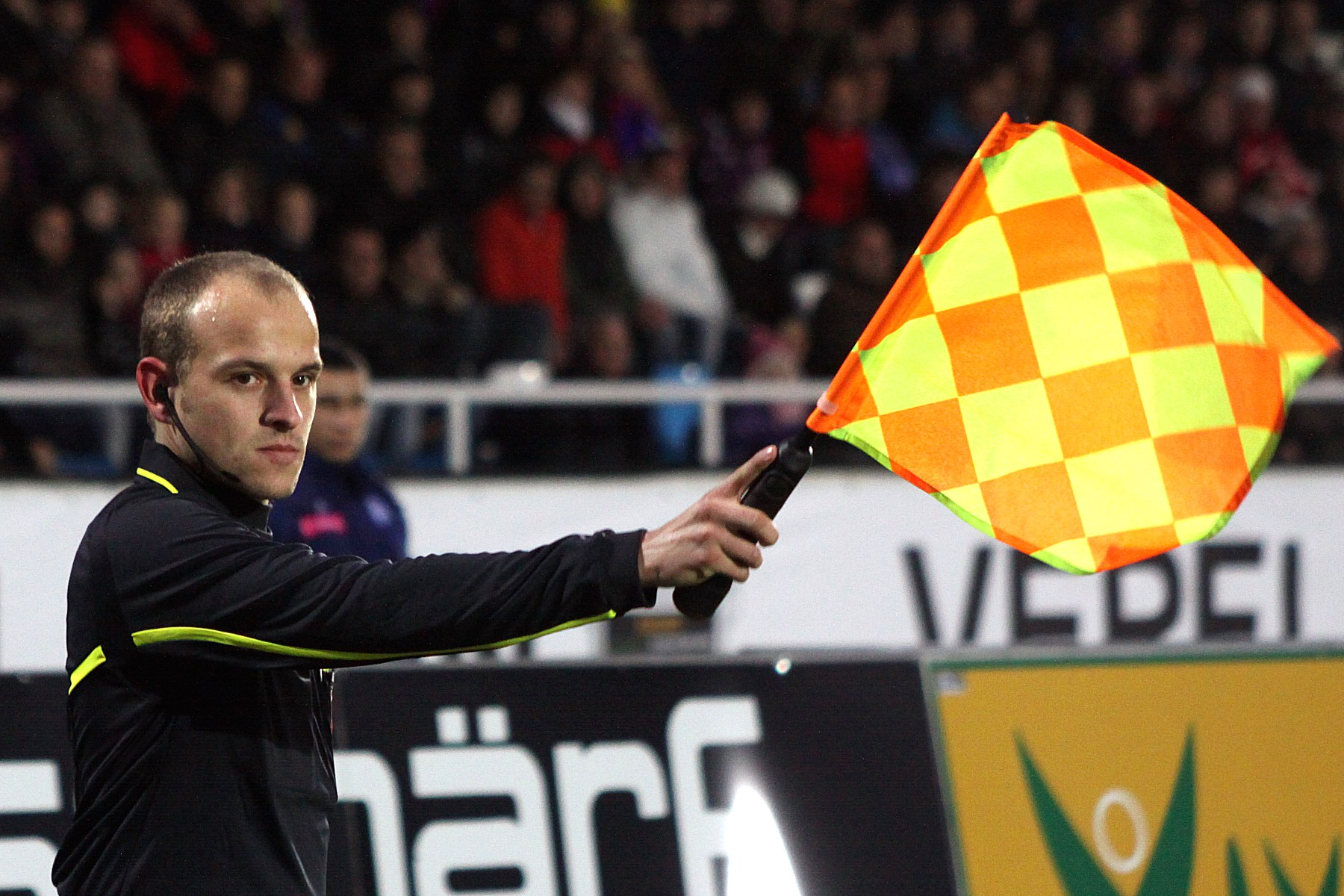

Положення «поза грою» або офса́йд — правило в деяких командних видах спорту, що забороняє гравцю брати участь у грі за певного положення на полі. Зазвичай порушення правила офсайду карають втратою м'яча/шайби командою.

## Футбол
- У футболі офсайд фіксують, якщо в момент передачі м'яча гравцю, який перебуває на «чужій» половині поля, між цим гравцем і лінією воріт команди суперника перебуває менше двох гравців «чужої» команди.

## Хокей
- У хокеї з шайбою офсайд фіксують, якщо гравець, який увійшов у зону суперника раніше за шайбу, заволодіває шайбою, або якщо гравець вводить шайбу в зону суперника, коли там уже перебуває його партнер.

## Регбі
- У регбі гравець в офсайді, якщо він перебуває перед лінією м'яча, або ж перед лінією від останньої п'ятки гравця, який бере участь у сутичці.